# Markus Ragger
Markus Ragger est un joueur d'échecs autrichien né le 5 février 1988 à Klagenfurt.
Au 1er octobre 2016, il est le 43e joueur mondial et le n°1 autrichien avec un classement Elo de 2 700.

## Biographie et carrière
Grand maître international depuis 2008, il a remporté le championnat d'Autriche d'échecs à trois reprises (en 2008, 2009 et 2010) et a représenté l'Autriche au premier échiquier lors de quatre olympiades de 2008 à 2014.
En 2015, il remporte (au départage) la coupe Politiken organisée pendant le festival d'échecs de Copenhague.

### Coupes du monde
Ragger s'est qualifié pour les coupes du monde de 2011, 2013, 2021 et 2023.
| Année | Lieu            | Résultat      | Ultimes adversaires | Adversaires battus       |
| ----- | --------------- | ------------- | ------------------- | ------------------------ |
| 2011  | Khanty-Mansiïsk | premier tour  | Ievgueni Alekseïev  |                          |
| 2013  | Tromsø          | deuxième tour | Nikita Vitiougov    | Ivan Popov               |
| 2021  | Sotchi          | deuxième tour | Kacper Piorun       | (exempt au premier tour) |
| 2023  | Bakou           | deuxième tour | Javokhir Sindarov   | Kareim Wageih            |